# أكدال (آيت وسيف وتلامت)
أكدال هو دُوَّار يقع بجماعة إدا وڭيلال، إقليم تارودانت، جهة سوس ماسة في المملكة المغربية. ينتمي الدوّار لمشيخة آيت وسيف وتلامت التي تضم 27 دوار. يقدر عدد سكانه بـ 541 نسمة حسب الإحصاء الرسمي للسكان والسكنى لسنة 2004.

## روابط خارجية
- البوابة الوطنية للجماعات الترابية
- المندوبية السامية للتخطيط